# Fontaines (Saona i Loara)
Fontaines – miejscowość i gmina we Francji, w regionie Burgundia-Franche-Comté, w departamencie Saona i Loara.
Według danych na rok 1990 gminę zamieszkiwało 1839 osób, a gęstość zaludnienia wynosiła 74 osoby/km² (wśród 2044 gmin Burgundii Fontaines plasuje się na 111. miejscu pod względem liczby ludności, natomiast pod względem powierzchni na miejscu 294.).